# Бала-Айылчи
Бала-Айылчи (кирг. Бала-Айылчы) — село в Московском районе Чуйской области Кыргызстана. Входит в состав Ак-Сууского аильного округа. Код СОАТЕ — 41708 217 804 04 0.

## География
Село расположено на правом берегу реки Ак-Суу, на расстоянии приблизительно 19 километров (по прямой) к юго-юго-западу (SSW) от села Беловодское, административного центра района. Абсолютная высота — 1130 метров над уровнем моря.

## Население
| год     | 2009 | 2014 | 2015 |
| ------- | ---- | ---- | ---- |
| человек | 836  | 1029 | 1058 |